# Charles C. Steidel
Charles Colville Steidel (* 14. Oktober 1962 in Ithaca, New York) ist ein US-amerikanischer Astronom.

## Leben
Steidel studierte an der Princeton University und erlangte den PhD in Astronomie 1990 am California Institute of Technology. Seit 2004 ist er dort Professor für Astronomie.
Die Arbeiten von Steidel und Kollegen brachten durch die Entdeckung und Untersuchung vieler Lyman-Break-Galaxien und ähnlicher Galaxien einen Durchbruch in der Beobachtung normaler Galaxien im frühen Universum. Zuvor waren
in dieser Epoche hauptsächlich extreme Objekte wie Quasare und Radiogalaxien bekannt gewesen.

## Auszeichnungen
- 1994 Sloan Research Fellow
- 1997 Helen-B.-Warner-Preis
- 2002 MacArthur Fellowship
- 2006 Mitglied der National Academy of Sciences
- 2010 Gruber-Preis für Kosmologie